# Örbyhus kontrakt
Örbyhus kontrakt var ett kontrakt i Uppsala stift inom Svenska kyrkan. Kontraktet utökades och namnändrades 2018  till Upplands norra kontrakt.
Kontraktskoden var 0110.

## Administrativ historik
Kontraktet omfattade före 1962
- Tierps församling som 2009 uppgick i Tierp-Söderfors församling
- Österlövsta församling som 2006 uppgick i Hållnäs-Österlövsta församling
- Hållnäs församling  som 2006 uppgick i Hållnäs-Österlövsta församling
- Skutskärs församling som 2006 uppgick i Älvkarleby-Skutskärs församling
- Älvkarleby församling som 2006 uppgick i Älvkarleby-Skutskärs församling
- Västlands församling
- Tolfta församling
- Vendels församling som 2014 uppgick i Vendel-Tegelsmora församling
- Tegelsmora församling som 2014 uppgick i Vendel-Tegelsmora församling
- Söderfors församling som 2009 uppgick i Tierp-Söderfors församling
- Films församling som 1962 överfördes till Olands och Frösåkers kontrakt
- Dannemora församling som 1962 överfördes till Olands och Frösåkers kontrakt